# مارسل استرن (آهنگساز)
مارسل استرن (انگلیسی: Marcel Stern; ۴ اکتبر ۱۹۰۹ – ۲ اوت ۱۹۸۹) آهنگساز اهل فرانسه بود.
وی همچنین برندهٔ جوایزی همچون جایزه بزرگ رم شده‌است.